# Castillo de Torrechiara

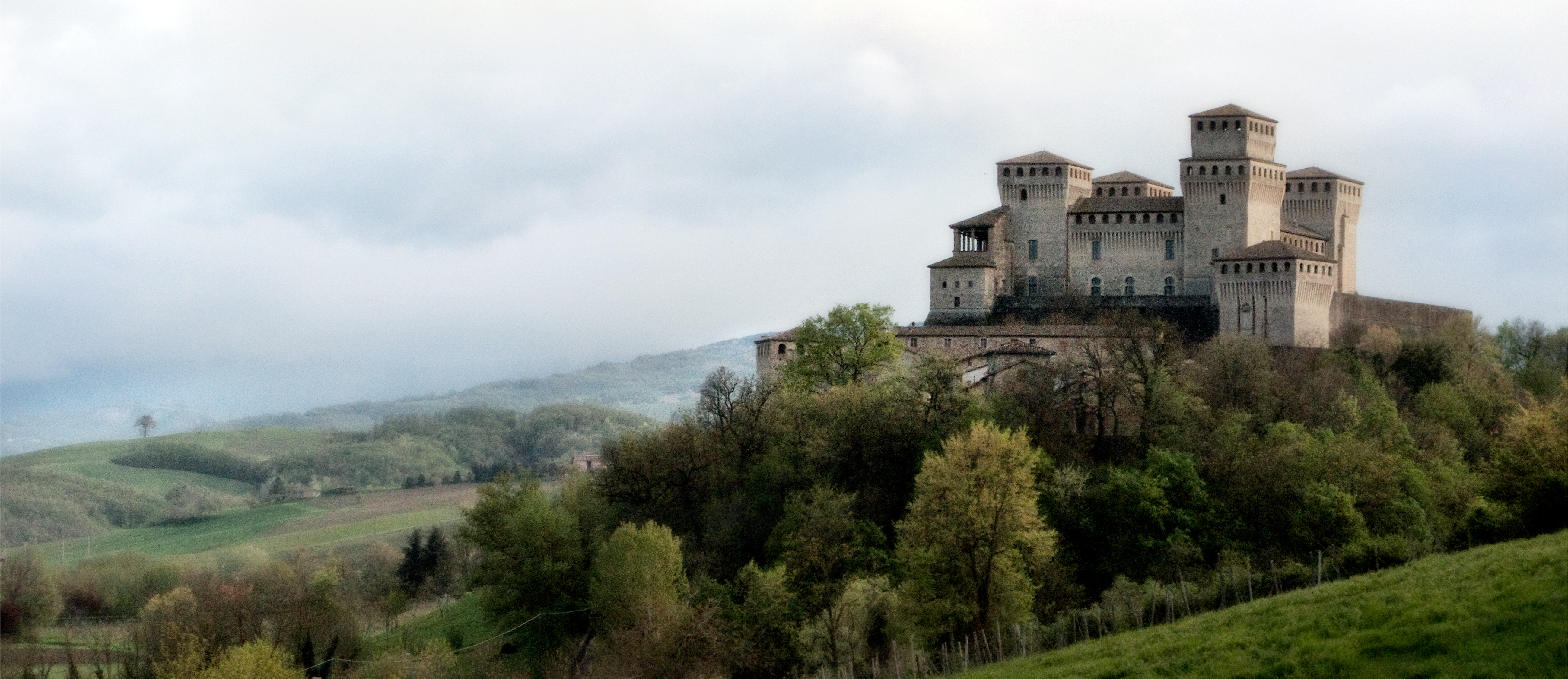
El castillo visto desde el noreste

El castillo de Torrechiara se encuentra en la colina de Torrechiara, muy próxima a la población de Langhirano (Italia) y a unos 18 km de la ciudad de Parma. Su posición elevada domina el valle del río Parma, entre la ciudad y las montañas próximas.

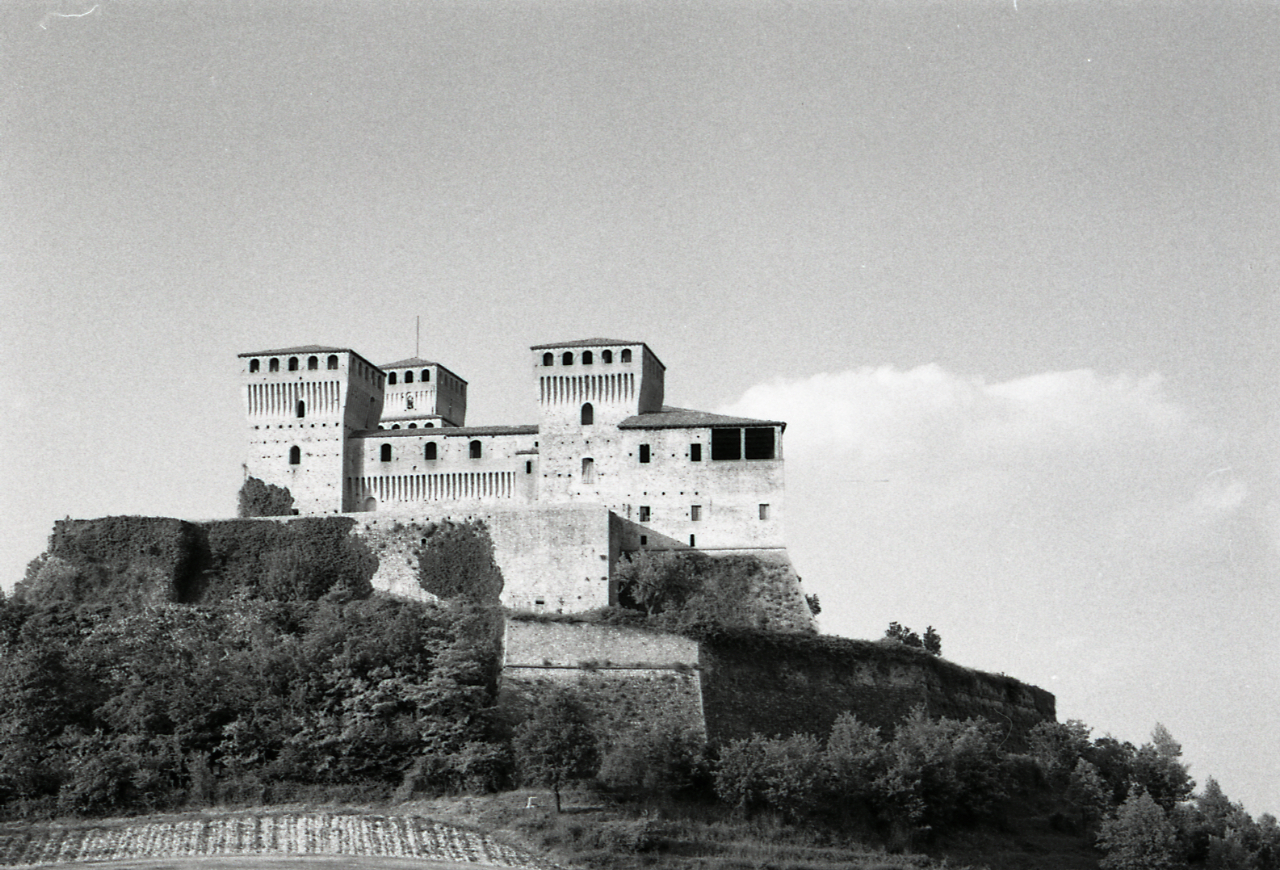
El castillo visto desde el sur. Foto por Paolo Monti, 1976.

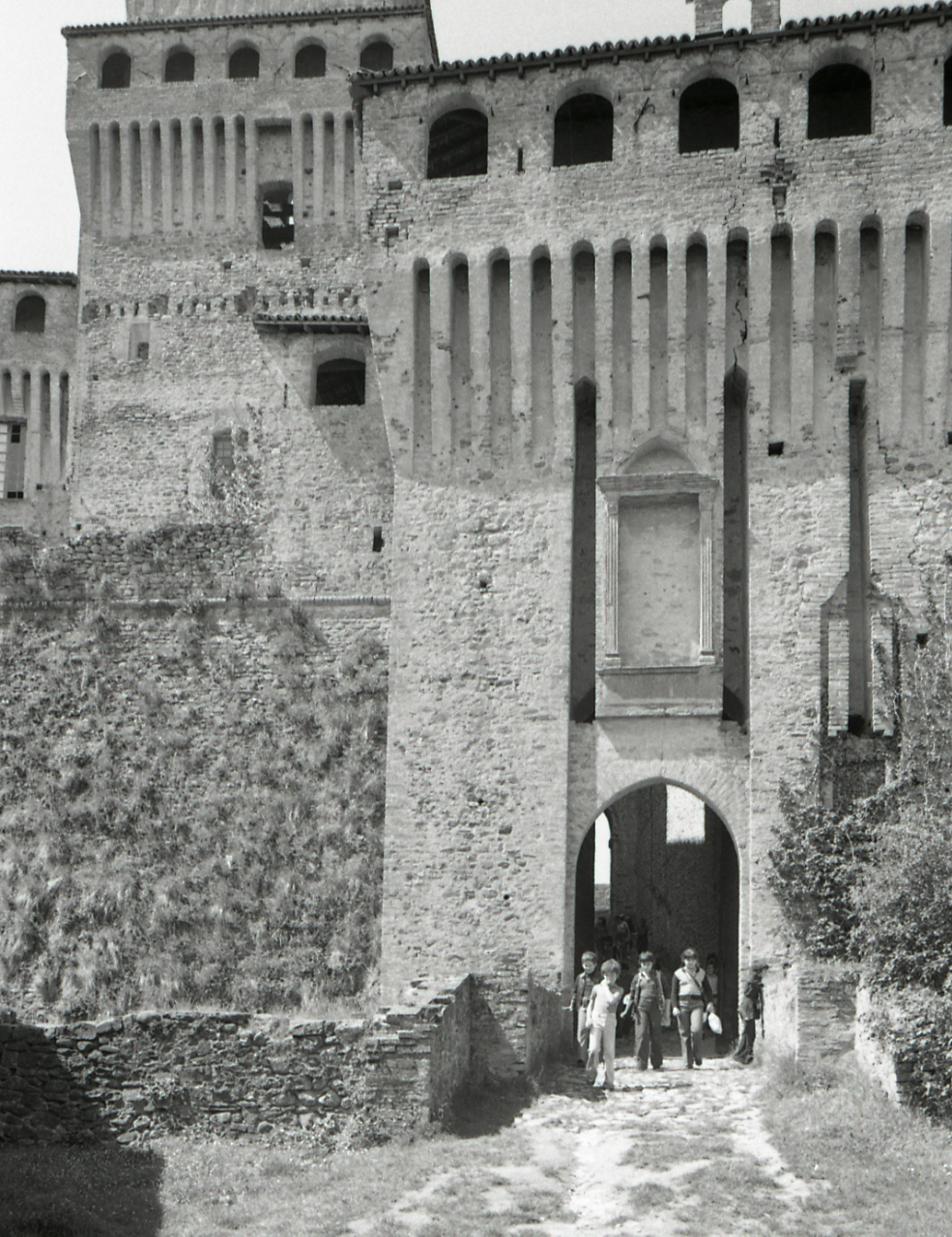
La torre de Rivellino. Foto por Paolo Monti, 1976.

Desde su construcción, entre 1448 y 1460, sirvió no solo como una estructura defensiva, sino también como palacio del conde Pier Maria II de Rossi y su amante, Bianca Pellegrini Arluno. Está considerado uno de los ejemplos de arquitectura de castillos mejor conservados de Italia, en el que se combinan elementos medievales y renacentistas italianos. Su sala más conocida es la denominada Camera d’Oro, decorada con frescos del pintor italiano Benedetto Bembo. 

## Escenario cinematográfico
El castillo fue escenario de algunas secuencias de la película de Lady Halcón (1985), que protagonizaba Michelle Pfeiffer.